# Латонс, Янис Карлович
Янис Карлович Латонс (латыш. Jānis Latonas; род. 1938 год, Латвия) — тракторист колхоза «Церауксте» Бауского района Латвийской ССР. Герой Социалистического Труда (1973).

## Биография
После окончания школы трудился в ремонтных мастерских колхоза «Брунава» в одноимённом селе Бауского района. Проходил срочную службу в Советской Армии. После армии продолжил трудиться в колхозе «Брунава». После женитьбы в 1960 году переехал к супруге в колхоз «Церауксте» Бауского района с административным центром в одноимённом селе.
После окончания курсов механизации с 1964 года трудился на гусеничном тракторе Т-74. В 1968 году вступил в КПСС. Повышал свою рабочую классификацию, получив 2-ю и затем — 1-ю степень тракториста.
Досрочно выполнил личные социалистические обязательства и плановые производственные задания Восьмой пятилетки (1966—1970), за что был награждён Орденом Ленина.
Достиг выдающихся трудовых результатов в первые годы Девятой пятилетки (1971—1975). Производственный план 1972 года по тракторным работам перевыполнил на 116 %, трудовые результаты 1973 года увеличил на 25 %. Указом Президиума Верховного Совета СССР от 12 декабря 1973 года удостоен звания Героя Социалистического Труда «за большие успехи, достигнутые во Всесоюзном социалистическом соревновании, и проявленную трудовую доблесть в выполнении принятых обязательств по увеличению производства и продажи государству зерна, картофеля, сахарной свеклы и других продуктов земледелия в 1973 году» с вручением ордена Ленина и золотой медали Серп и Молот.
В последующие годы также показывал высокие трудовые результаты. Производственные задания 1981 года по обработке пахотных земель выполнил на 137 %.
Неоднократно участвовал во Всесоюзной выставке ВДНХ.
В 1981 году избирался делегатом XI съезда профсоюзов Латвии.
Проживал в селе Церауксте Бауского района.
Награды и звания
- Герой Социалистического Труда
- Орден Ленина — дважды (08.04.1971; 1973)